# Clinotaenia inyanga
Clinotaenia inyanga är en tvåvingeart som beskrevs av Albany Hancock 1985. Clinotaenia inyanga ingår i släktet Clinotaenia och familjen borrflugor.
Artens utbredningsområde är Zimbabwe. Inga underarter finns listade i Catalogue of Life.